# جو ميرفي (لاعب كرة قدم)
جو ميرفي (بالإنجليزية: Joe Murphy)‏ (1873 في المملكة المتحدة - ؟؟؟) هو لاعب كرة قدم بريطاني (وحمل سابقاً جنسية المملكة المتحدة لبريطانيا العظمى وأيرلندا) في مركز جناح ‏. لعب مع ريث روفرز وستوك سيتي ونادي أرسنال ونادي هيبرنيان.

## وصلات خارجية
- جو ميرفي على موقع قاعدة بيانات كرة القدم.إي يو (الإنجليزية)